# Servinacuy
El servinacuy (del quechua sirbinakuy o sirwinakuy ‘servicio mutuo’, a su vez del español servir y del sufijo recíproco -naku) es una institución prematrimonial originaria de la civilización incaica que se define como un periodo de prueba previo al matrimonio, en el que una pareja podía convivir bajo un mismo techo en concubinato, lo que incluía el poder tener relaciones sexuales premaritales con una cierta anticipación a celebrarse la boda, con el propósito de que los novios pudiesen ver los aspectos cotidianos de su vida en común y así corroborar si la relación sería fructífera en el largo plazo. Bajo la concepción legal actual sería similar a una pareja de hecho, formando parte del derecho consuetudinario tradicional inca. Una vez concurrido el tiempo estipulado previamente para la convivencia, el novio debía pedir la mano de su novia a los padres de ella. Si ambos progenitores estaban de acuerdo, se daba inicio a los preparativos para la boda.

## Características
Quienes querían iniciar un servinacuy, debían ser una pareja estable que llevara un tiempo prudente y necesario para poder mantener una relación afectiva de noviazgo y que, según las condiciones y rituales de la religión incaica, hayan comenzado el proceso para convertirse en eventuales marido y mujer. Los novios debían contar con el beneplácito de sus respectivas familias para iniciar un servinacuy, para así poder acordar entre ambas partes los aspectos prácticos de dicha convivencia. La duración mínima del servinacuy era de seis meses, pudiéndose prolongar hasta por años, dependiendo de algunos factores, como la posición social (casta) de los futuros contrayentes del matrimonio, pudiendo incluso tener un hijo en común durante ese periodo, el cual gozaba con todos los beneficios y garantías como si fuera dentro del matrimonio. Si una vez terminado el servinacuy la pareja comprometida decidía poner término a la relación, ambos regresaban a la casa de sus respectivos padres en calidad de solteros. En el caso de que hubiera un hijo de por medio, éste permanecía con su madre.

## En la legislación actual
En países donde estuvo presente el Imperio incaico, como Perú y Bolivia, ha sido reconocida esta institución, dándole una validez legal dependiendo de cómo se aplica el derecho de familia de cada país. Para el caso peruano, la práctica del servinacuy fue reconocida como una unión de hecho a partir de 1979 con rango constitucional, donde se acepta la creación de una especie de sociedad de bienes muy parecido al régimen de gananciales, en concordancia a los tiempos y condiciones estipulados por ley. Para la legislación boliviana tiene una connotación y significancia aún mayor, siendo denominado por el ordenamiento jurídico como un «matrimonio de hecho», con igual validez que un matrimonio religioso, sobre todo en el caso de separación o divorcio, con el fin de asegurar el interés superior del niño.